# Wienbergen
Wienbergen ist ein Ortsteil der Gemeinde Hilgermissen (Samtgemeinde Grafschaft Hoya) im niedersächsischen Landkreis Nienburg/Weser.

## Geografie und Verkehrsanbindung
Der Ort liegt nordöstlich des Kernortes Hilgermissen und nordöstlich von Hoya.
Am nördlichen Ortsrand fließt die Weser.

## Baudenkmale
In der Liste der Baudenkmale in Hilgermissen sind für Wienbergen zehn Baudenkmale aufgeführt u. a.
- Hofanlage Wienbergen 31 u. a. vom Ende des 19. Jahrhunderts
- Hofanlage Wienbergen 33 mit Taubenturm

## Persönlichkeiten

### Söhne und Töchter der Gemeinde
- Fritz Meyer (* 26. August 1901 in Wienbergen; † 13. April 1980 in Hoya), Politiker (DP)